# アルマトイ1駅
アルマトイ1駅（カザフ語: Алматы-1 стансасы）は、カザフスタンの旧首都、アルマトイの2つある中心駅の一つである。

## 概要
アルマトイ2駅は市の中心部に位置しているのに対し、当駅は郊外に位置する。これはトルキスタン・シベリア鉄道は市の郊外を経由しており、都心部に乗り入れるにはアルマトイ1駅から別途支線を建設する必要があったためである。アルマトイ2駅から出発して国内外の各地へ向かう列車も当駅を経由する。駅舎はステンドグラスで装飾されており、1階は駅事務室、2階と3階は娯楽施設と食堂がある。駅前広場には アリビ・ジャンギリジヌ（ロシア語: Алиби Жангильдину）の銅像が建てられている。駅従業員の住居はトルキシブ地区（ソ連時代の旧名：カガノヴィチスキー地区）にある。当駅までアルマトイ地下鉄が延伸される予定である。